# بيرسونية عرعرية
بيرسونية عرعرية (الاسم العلمي:Persoonia juniperina) هي نوع غير مؤكد من النباتات تتبع جنس البيرسونية من الفصيلة البروطية.